# Mieczysław Pazdur
Mieczysław Pazdur (ur. 4 października 1946 w Tuchowie, zm. 11 maja 1995) – polski geolog, geofizyk i fizyk, profesor nauk fizycznych.

## Życiorys
Studia ukończył w 1969 na UJ, Od 1970 zatrudniony w Instytucie Fizyki Politechniki Śląskiej. Doktorat obronił na Uniwersytecie Jagiellońskim w 1978 roku, a habilitację w Państwowym Instytucie Geologicznym w Warszawie w 1984 roku.
Na Politechnice Śląskiej był kierownikiem Zakładu Zastosowań Radioizotopów Instytutu Fizyki (1981–1993), kierownikiem Gliwickiego Laboratorium Radiowęglowego (1981–1993), profesorem zwyczajnym od 1992 roku i dziekanem Wydziału Matematyczno-Fizycznego (obecnego Wydziału Matematyki Stosowanej) w latach 1993–1995.
Od 1990 roku był prezesem Zarządu Fundacji Radiowęglowej w Gliwicach, członkiem Komitetu Narodowego ds. Międzynarodowej Unii Badań Czwartorzędu INQUA przy prezydium PAN (od 1987), członkiem Komitetu Paleogeografii PAN w Krakowie (od 1995), ekspertem w dziedzinie datowań radiowęglowych Międzynarodowej Agencji Atomowej w Wiedniu w latach 1989 i 1992, członkiem Europejskiego Towarzystwa Fizycznego (od 1974 roku) oraz przewodniczącym Gliwickiego Oddziału Polskiego Towarzystwa Fizycznego w latach 1988–1992.